# クラークス (映画)
『クラークス』（Clerks）は、1994年に製作されたアメリカ映画。ヴュー・アスキューニバースの映画シリーズの1作目の作品である。
製作費は2万7000ドル、サンダンス映画祭に出品後ミラマックスに買い付けられ、一般公開で315万ドルの興収をあげた。続編に『クラークス2/バーガーショップ戦記』、『クラークス3 (Clerks III) 』がある。
日本では2000年8月19日に劇場公開された。

## ストーリー
21歳のダンテ・ヒックスはコンビニエンスストアのクイックストップで働いている。ある休みの日、朝6時からたたき起こされた挙句、休み返上で働かされることになるのだが、その日は悪党呼ばわり、恋人の性癖の告白、高校時代の恋人の結婚、友人のお葬式、罰金騒ぎなど、災難がダンテを待っていた。「今日は休みだったのに!」ダンテは一人嘆くのであった。

## キャスト
※括弧内は日本語吹替（Netflix版）
- ダンテ・ヒックス - ブライアン・オハローラン（小松史法）
- ランダル・グレイヴス - ジェフ・アンダーソン（土田大）
- ヴェロニカ - マリリン・ギリオッティ（小島幸子）
- ケイトリン・ブリー - リサ・スプーノアー（吉田麻実）
- ジェイ - ジェイソン・ミューズ（勝杏里）
- サイレント・ボブ - ケヴィン・スミス
- ウィラム・ジ・イディオット・マンチャイルド - スコット・モシャー（影平隆一）